# محمية كوزارا الوطنية
محمية كوزارا الوطنية أو حديقة كوزارا الوطنية هي حديقة وطنية في البوسنة والهرسك أعلنت محمية طبيعية في عام 1967 من قبل جوزيف بروز تيتو. وهي تقع بين أنهار أونا وسافا وسانا وفرباس في كيان جمهورية صرب البوسنة في البوسنة والهرسك. وقد حصلت مساحتها البالغة 33.75 كيلومتر مربع من الغابات الكثيفة والتلال والمروج الخضراء على لقب (الجمَال الأَخضر فِي كرايينا).
تعتبر كوزارا من أكثر الأراضي شعبية للصيد، حيث توجد مساحة كبيرة (أكثر من 180 كيلو مترا مربعا) بمثابة حديقة مفتوحة للصيد المنظم للغزلان والتدرج والثعالب والخنازير البرية والأرانب البرية والبط.
تم تخصيص جزء صغير من الحديقة لمحبي الطبيعة. للمشي والتنزه وركوب الدراجات وجز العشب اختيار من بين العديد من الأنشطة في كوزارا.
كانت كوزارا في السابق ساحة معركة خلال الحرب العالمية الثانية.أعطت المعرفة العميقة لجيش التحرير الوطني لأرض البوسنة الوعرة ميزة لهم على الألمان النازيين المحتلين حديثًا.

## وصلات خارجية
- www.npkozara.com